# Toermotorfiets
Een toermotorfiets is een motorfiets die bestemd is voor toeristisch gebruik.
Binnen de categorie toermotorfietsen bestaan verschillende classificaties, hoewel ontwerpers de vrijheid hebben (en nemen) om motorfietsen te ontwikkelen die niet makkelijk in een bepaald hokje te plaatsen zijn. Zo zou de "sporttoerer" binnen de sportmotoren kunnen vallen, afhankelijk van de meer sportieve aspiraties van het model, en zou een voor het terrein geschikte allroad in de categorie terreinmotoren kunnen vallen.

## Commuter Bikes

### Kenmerken
Commuter bikes zijn eenvoudige motorfietsen die ontworpen zijn voor goedkoop woon-werkverkeer. Vooral in het voormalige Oostblok werden motorfietsen voor dit doel geproduceerd. Ze worden in de Derde wereld ook voor allerlei transportdoeleinden gebruikt. Vooral tweetaktmotoren zijn lange tijd voor woon- werkverkeer populair geweest, vanwege het eenvoudige onderhoud en de lage gevoeligheid voor korte ritten. Bij viertaktmotoren is het opwarmen van de motor veel belangrijker. In Europa hebben veel motorrijders meerdere motorfietsen: een voor het motorrijden als hobby, één als "pekelfiets", een commuter bike die als werkpaard wordt gebruikt.

### Voorbeelden
- Jawa 350
- MZ-tweetakten
- Honda Cub- en Supercub, Honda Deauville

## Elementary bikes

### Kenmerken
Dit zijn eenvoudige motorfietsen zonder toeters en bellen, zoals stroomlijnkuipen, koffersets enz. Ze worden ook wel aangeduid als "naked bikes", maar toch is er een verschil. Elementary bikes zijn in de regel ineens als zodanig ontwikkeld, terwijl Naked bikes "spin offs" zijn van snellere, gestroomlijnde modellen.

### Voorbeelden
- Suzuki VX 800
- BMW R 850 R.

## Naked bikes

### Kenmerken
Naked bikes zijn motorfietsen zonder stroomlijnkuip, die zijn afgeleid van sportmotoren die een dergelijke kuip wél hebben. Deze categorie is ook ontstaan door initiatieven van klanten die hun sportmotor zelf gingen "uitkleden", vaak als goedkope oplossing voor schade die aan kuipdelen was ontstaan. De motorfiets werd er ook lichter en wendbaarder door, maar veelal waren vering en demping nog afgestemd op het originele model. Fabrikanten sprongen op dit idee in en gingen zelf stroomlijnloze modellen fabriceren. Bijkomend voordeel was dat men nu ook de motorblokken en frames van de sportmodellen kon gebruiken, hoewel veelal in een wat "tammere" versie. Een ander voordeel dat veel klanten aanspreekt is de zichtbare techniek, het motorblok is niet langer achter een kuip verborgen. Nadeel is vaak wel dat dit blok is gemaakt om juist wél verborgen te zijn, waardoor het uiterlijk (bloot liggende kabels, slangen en leidingen) er soms bij in schiet. Ten opzichte van de sportmotoren hebben naked bikes ook een hoger stuur, waardoor de zithouding comfortabeler is. Vering en demping zijn uiteraard aangepast aan het lagere gewicht en vermogen. Vaak worden ook goedkopere voorvorken en schokdempers toegepast, omdat er minder zware eisen aan gesteld worden. Ondanks dit alles zijn de meeste naked bikes aanmerkelijk sportiever dan Elementary bikes en commuter bikes en vallen ze al bijna in de categorie "sportmotor".

### Voorbeelden
- Ducati Monster
- Honda Hornet
- MV Agusta Brutale
- Yamaha FZ1/FZ6
- Suzuki B-King
- Kawasaki, Z750/1000
- Yamaha MT-03
- Suzuki GSR750

## Hybrid of Crossover
Dit zijn sportieve motorfietsen met stylingelementen van andere motorfietstypen. Yamaha zette in 1991 met de TDM 850 een geheel nieuw type motorfiets neer, dat van de fabriek de naam "New Sports" mee kreeg, in principe een sportmotorfiets, maar met een rechtop zit en speciaal ontworpen voor de Europese bergwegen. Met haar langere veerwegen, was de TDM beter geschikt, om op de meestal door vorst geteisterde slechte wegen in de Alpen, toch een goede wegligging te hebben. Maar was ook voorzien van Deltabox- en Genesis-technologie (voorover hellende cilinders) van de zeer sportieve FZ 750 die al in 1985 op de markt was gekomen. De TDM is in principe de "GODFATHER" van de huidige generatie Hybrid/Allroad/Crossover motoren. De TDM is ontworpen met heel veel ergonomische techniek, waar Yamaha al mee experimenteerde  met het Morpho (1 en 2) -studiemodel. Andere motorfiets fabrikanten kozen ervoor om een bestaand (offroad) model aan te passen voor gebruik op de weg. Het Hybrid/Allroad/Crossover segment is in de beginjaren van de 21e eeuw, erg populair geworden, motorfietsen als de Suzuki V-Strom, Honda Transalp, Triumph Tiger, Ducati Multistrada enz. vissen in dezelfde vijver. De Yamaha TDM 850 kreeg later een opvolger, de TDM 900, die echter door Yamaha meer in het "toer" segment werd geplaatst.

## Light touring

### Kenmerken
Dit is een eenvoudige, niet te zware toermotorfiets, comfortabel en gemaakt voor langere ritten. Niet zelden zijn dit kleinere versies van Serious Touring modellen. Zo wordt de Honda NT 700 V Deauville ook weleens de "kleine Pan European" genoemd.

### Voorbeelden
- BMW K 75 RT, R 850 RT
- Honda NT 700 V Deauville

## Sporttoerer (Allround Sports)
Een "sporttoerer" of "Allround Sports" is een tussenvorm van een toermotor en een sportmotor. Enerzijds doen het uiterlijk en de stuureigenschappen denken aan een sportmotor, anderzijds is de motor voorzien van het comfort van een toermotor. Rijders die graag een sportieve motor willen maar daarnaast vrij veel kilometers rijden kiezen vaak voor een sporttoerer. Sporttoerers zijn vrijwel altijd zware (> 1200cc) modellen die meestal meteen als zodanig zijn ontworpen en dus niet zijn afgeleid van zware toermotorfietsen. In veel gevallen is de grens tussen deze categorie en de categorie "Serious Touring" niet erg scherp. De Yamaha FJR 1300 is bijvoorbeeld zo'n grensgeval. Kawasaki legt de grens duidelijker door afzonderlijke modellen te maken: de GTR 1400 als toermodel, de ZZR 1400 als sporttoerer.

### Kenmerken
- De zithouding is redelijk ontspannen maar verder voorovergebogen dan bij een toermotor. De voetsteunen zijn hoger en verder naar achteren geplaatst. De passagier heeft genoeg ruimte.
- De stroomlijn is sportief van snit en lager dan die van een toermotor. Hierdoor heeft de rijder meer wind op zijn lijf staan en zal hij/zij bij hoge snelheden achter de kuip moeten schuilen.
- Het motorblok is meer op topvermogen getuned dan een toermotor. Een sporttoerer is dan ook bedoeld om gedurende lange tijd hoge gemiddelden te kunnen aanhouden.
- Sporttoerers worden meestal met kettingaandrijving maar soms ook met cardan aangeboden. Vanwege de goede reiscapaciteiten van een sporttoerer worden extra's als koffersets en handvatverwarming vaak als optie geleverd.

### Voorbeelden
- De modellen BMW RS en R1200ST
- De Honda VFR 1200
- De Yamaha XJ900 F
- De modellen Yamaha FJR, Fazer en Diversion
- De Kawasaki ZZR 1400
- De Suzuki GSX 1250 FA

## Serious Touring

### Kenmerken
Dit is een toermotorfiets, gemaakt voor langere reizen. Deze heeft meestal een grote cilinderinhoud en grote mate van comfort, ook voor de duopassagier. De machine is vaak uitgerust met een ergonomiepakket, handvatverwarming en cardanaandrijving. Het rijklaar gewicht benadert of overschrijdt de 300 kg, wat de handelbaarheid bij lage snelheden niet ten goede komt, maar desondanks is deze motor "op de vierkante meter" makkelijker te hanteren dan de veel zwaardere "Full Size Touring".

### Voorbeelden
- Honda ST 1300 Pan European.
- BMW R 1200 RT, K 1200 GT, K 1300 GT
- Kawasaki GTR 1000, GTR 1400

## Full Size Touring

### Kenmerken
Dit is een zeer zware toermotorfiets, voorzien van alle luxe accessoires, zoals een audio-installatie, luchtvering en GPS. De motorfietsen overschrijden niet zelden de 400 kg. De moderne Honda GoldWings hebben daarom zelfs een installatie om achteruit te kunnen rijden. Stamvader van deze categorie is de Honda GL 1100 GoldWing Interstate uit 1980. In een poging om een graantje mee te pikken van de hype die ontstond toen Honda met deze zware toerbuffels op de markt kwam, brachten de andere Japanse producenten concurrerende modellen uit: Yamaha met de XVZ 12 TD Venture en Venture Royale (1983), later opgewaardeerd tot de XVZ 13 TD Venture Royale (1992) en XV 13 S Venture (1994), Kawasaki bracht in eerste instantie de Z 1300 Voyager met het zescilinder blok van de Z 1300 uit (1985), maar later (in 1992) kwam de ZG 1200 Voyager met een eigen viercilinder blok uit. Suzuki bracht de GV 1400 GD Cavalcade LX (1985) en de GV 1400 GD Cavalcade LXE (1989). BMW bracht zelfs in 1998 nog de K 1200 LT uit. Deze machine was echter gebaseerd op de bestaande K 1200-modellen, was daardoor lichter en wendbaarder dan de échte zware toermachines. Al deze concurrenten hebben inmiddels in het stof gebeten en zijn van de markt verdwenen. Honda is daardoor onbetwist marktleider met de (inmiddels ook al enigszins verouderde) GL 1800 GoldWing die in 2000 op de markt is gekomen.

### Voorbeelden
- Honda Goldwing-modellen.
- Harley-Davidson Ultra Classic Electra Glide
- Kawasaki VN 1700 Voyager
- BMW K 1600 GTL

## Customs
Een custom was oorspronkelijk een motor die aan de persoonlijke smaak van de eigenaar is aangepast. Een custom zou dus ook een café-racer kunnen zijn. Tegenwoordig lijken customs in het algemeen op choppers, waardoor de namen door elkaar gebruikt worden. De Triumph X 75 Hurricane, gebouwd door Craig Vetter op basis van de Triumph T 150 V Trident met een motorblok van de BSA A 75 Rocket III kan als de eerste custom worden beschouwd. Omdat deze af fabriek als custom geleverd werd is het een factory custom.
Vooral in de Verenigde Staten worden customs naar de persoonlijke smaak van de koper gebouwd. Het bekendste voorbeeld hiervan zijn de customs van Orange County Choppers. Voor dergelijke customs worden vrijwel uitsluitend V-twin-inbouwmotoren gebruikt, waarin diverse fabrikanten (bijvoorbeeld S&S) gespecialiseerd zijn.
Customs en ook choppers zijn in de motorrijderswereld enigszins omstreden. Berijders van andere typen motoren zien ze niet altijd als volwaardige motorfietsen, getuige de grote lijst spotnamen die er voor bestaat:
Bellenblazer, Boulevardcruiser, Gynaecologenstoel, Herafstapper, Klapstoel, Leunstoel, Ligfiets, Slow motion

### Soft Customs
De eerste “factory customs”, die eind jaren zeventig en in de jaren tachtig op de markt kwamen waren van “normale” toermotorfietsen (elementary bikes) afgeleide, licht “gechopte” modellen. Doordat ze vaak een ongewijzigd frame en balhoofdhoek hadden, waren de rijeigenschappen grotendeel bewaard gebleven, waardoor ze betere stuureigenschappen hadden dan latere, meer extreme customs. Ook de motorblokken kwamen van bestaande modellen, waardoor nog niet de op Harley-Davidson gelijkende motorblokken werden gebruikt.

#### Kenmerken
Gebaseerd op toermodellen, met een niet of licht gewijzigd frame. Getrapt zadel, soms een kleinere, druppelvormige tank en een verhoogd en verbreed stuur. Heel vaak was de typeaanduiding gelijk aan het toermodel, met uitzondering van de laatste letter, die vaak in de “C” van “Custom” veranderde.

#### Voorbeelden
- Honda CX 500 C (afgeleid van de CX 500), CB 650-750-900-1000 C (afgeleid van de CB 650-750-900-1000 F-modellen)
- Moto Guzzi V 65 C (afgeleid van de V 65)

### Light Customs
Wat vormgeving en techniek betreft zijn dit volwaardige customs, maar qua gewicht en cilinderinhoud niet te zwaar en op deze manier goed handelbaar. Net als de “Serious Customs” hebben ze wel al vrijwel allemaal V-twin-motoren, om zo veel mogelijk gelijkenis te vertonen met op Harley-Davidsons gebaseerde choppers. Hier werden geen bestaande motorblokken meer gebruikt, maar omgekeerd werden in enkele gevallen de Custom-blokken later weer voor toermodellen gebruikt, waardoor bijvoorbeeld de Suzuki VX 800 ontstond.

#### Kenmerken
Speciaal laag en lang frame, onderuitgezakte voorvork, meestal een V-twin motor, de achterband is aanmerkelijk breder dan de voorband. De rechtuitstabiliteit is uitstekend, maar bochten maken gaat minder goed dan bij Soft Customs.

#### Voorbeelden
- Yamaha XV 535 Virago
- Honda VT 600 Shadow
- Suzuki LS650 Savage
- Kawasaki EN500

### Serious Customs
Serious customs zijn fabriekscustoms met een grotere cilinderinhoud (>750cc)

#### Kenmerken
In het algemeen worden zware tot zeer zware V-twin-motoren toegepast, die uiterlijk lijken op die van Harley-Davidson. Bij de Japanse fabrikanten zijn ze echter veel moderner van constructie. Er worden bijvoorbeeld bovenliggende nokkenasen toegepast en de meeste modellen hebben zelfs vloeistofkoeling. Toch gaan fabrikanten soms ver om de gelijkenis met de Harley zo groot mogelijk te laten zijn. Honda paste bijvoorbeeld “verzette kruktappen” toe om een betere motorloop te verkrijgen, maar stapte hier bij de VT 1000 Shadow Ace weer vanaf om het geluid van de Harley te benaderen. Bovendien werden verbindingsstangen tussen de uitlaat en het zadel aangebracht om meer motortrillingen door te geven aan de berijder.

#### Voorbeelden
- Honda VT (Shadow) modellen
- Suzuki VS (Intruder) modellen
- Yamaha XV (Virago en Star Motorcycles) modellen
- Kawasaki VN (Vulcan) modellen

### Cruisers
Dit was oorspronkelijk een mengeling van soft chopper en een custom, met de nadruk op het laatste. In normaal Nederlands: Custom met pittig motorblok. Voorbeelden: de Yamaha Maxim, Honda Magna of Kawasaki Eliminator, de Triumph Adventurer mag ook nog. Tegenwoordig wordt met de term cruiser meer een zeer zware custom met uitgebreide toerkenmerken bedoeld.

#### Kenmerken
Het model is gebaseerd op een bestaande custom, maar meer gericht op toeristisch gebruik, door toepassing van een toerruit, soms zelfs een onderkuip of beenkappen. Niet zelden is er radio aan boord en begint dit type motorfiets al tegen de categorie “Serious Touring” aan te schuren.

#### Voorbeelden
- Honda GL1500C Valkyrie,
- Suzuki 1500 Intruder LC,
- Harley-Davidson Road King
- Kawasaki Vulcan
- BMW R 1200 CL
- BMW R 18

### Power Cruisers
Dit is een opgevoerde of sterk gebouwde custom-achtige motorfiets. Vooral het gebrekkige vermogen van de grote V-twins bracht sommige mensen ertoe deze op te voeren of ineens te bouwen, zoals de Hunwick-Hallam Boss uit 1997.

#### Kenmerken
Sterk, laag gebouwd frame, brede achterband, motor met veel vermogen, waardoor niet zelden weer teruggegrepen wordt op viercilinders. De motorfiets heeft vaak uiterlijke kenmerken van een dragracer.

#### Voorbeelden
- Yamaha V-Max
- Honda Supermagna
- Kawasaki ZL 900/ZL 1000 Eliminator
- Triumph Rocket III

## Allroads

### Kenmerken
Zoals de naam al zegt zijn deze motorfietsen eigenlijk geschikt voor "alle wegen". Ze zijn ontstaan doordat motorrijders hun offroadmotoren op de openbare weg gingen gebruiken. Ze hadden immers een kenteken, maar de banden waren, zeker bij de "stamvader", de Yamaha XT 500, helemaal niet geschikt voor gebruik op asfalt. In de loop van de tijd zijn er dan ook, zowel op het gebied van de veerwegen en de banden, aanpassingen door de fabrikanten gedaan om een motorfiets meer of minder geschikt te maken voor asfaltgebruik. Binnen deze categorie is dan ook een (moeilijke) verdeling te maken: wel of niet bruikbaar in het terrein. De Yamaha XT 660 Z Ténére is nog tamelijk goed bruikbaar in het terrein, modellen als de Honda XL 700 V Transalp en de Suzuki DL 650 V-Strom in het geheel niet. De term "allroad" slaat vaak minder op de bruikbaarheid op verschillende ondergrond, maar meer op het uiterlijk. Op zich is dat geen vreemde ontwikkeling, want daadwerkelijk gebruik in het terrein, komt - net als bij SUV's - nauwelijks voor. Daarom zijn de allroadmotoren ook geëvolueerd, van lichte, op enduromotoren lijkende modellen met één cilinder in de jaren tachtig, zoals de Honda XL-modellen, de Suzuki DR-modellen, de Yamaha XT's en de Kawasaki KL's naar modellen die veel lijken op de machines die in woestijnrally's worden gebruikt. Dat biedt de mogelijkheid om de motoren zwaarder te maken en zelfs stroomlijnkuipen toe te passen. De rijeigenschappen op asfalt zijn vaak uitstekend, waarbij de rechte zithouding en het brede stuur voor een grote mate van comfort zorgen. De Duitsers hebben er een naam voor bedacht die de lading goed dekt: Reiseenduro.

### Voorbeelden

#### lichte allroads
- Yamaha XT 660 Z Ténéré
- Honda Transalp XL600V, XL650V, XL700V
- BMW F 800 GS
- Suzuki DL 650 V-Strom
- Honda XRV 750 Africa Twin

#### zware allroads
- Honda XL 1000 V Varadero
- Triumph Tiger 900,
- Yamaha XT1200Z Super Ténéré
- BMW R 1200 GS
- Triumph tiger 955i
- Suzuki DL 1000 V-Strom

## Adventure bikes

### Kenmerken
Adventure bikes zijn zware allroadmotoren, die in het algemeen zijn uitgevoerd met een uitgebreide kofferset, waarmee wereldreizigers hun tochten volbrengen. Desondanks zijn ze veelal alleen geschikt voor "gebaande paden". Met uitzondering van de KTM 990 Adventure (goed) en de BMW R 1200 GS Adventure (redelijk) zijn ze niet geschikt voor terreingebruik, maar de rijeigenschappen zijn vaak zeer goed op asfalt.

### Voorbeelden
- Yamaha XT 1200 Z Super Ténéré Explorer
- Suzuki DL 650 V-Strom Black Rhino en Adventure
- BMW R 1200 GS Adventure
- KTM 990 Adventure